# Ничма
Ничма — река в России, протекает в Бабушкинском районе Вологодской области.
Река берёт начало в елово-берёзовых лесах. Течёт на восток. Устье реки находится у деревни Юркино в 56 км по правому берегу реки Кунож. Длина реки составляет 29 км, площадь водосборного бассейна — 115 км².

## Данные водного реестра
По данным государственного водного реестра России относится к Верхневолжскому бассейновому округу, водохозяйственный участок реки — Унжа от истока и до устья, речной подбассейн реки — Бассей притоков Волги ниже Рыбинского водохранилища до впадения Оки. Речной бассейн реки — (Верхняя) Волга до Куйбышевского водохранилища (без бассейна Оки).
Код объекта в государственном водном реестре — 08010300312110000014931.